# Komunistyczna Partia Szwajcarii
Komunistyczna Partia Szwajcarii (język niemiecki: Kommunistische Partei der Schweiz, KPS) – szwajcarska komunistyczna partia polityczna istniejąca w latach 1921 – 1943.

## Historia
Komunistyczna Partia Szwajcarii (KPS) powstał w opozycji do Socjaldemokratycznej Partii Szwajcarii (SP). Socjaldemokraci w 1919 i 1920, odmówili przyłączenia się do Kominternu. Partia w chwili założenia miała 6000 członków. Większa część KPS była niemieckojęzyczna, ze szczególnym uwzględnieniem w Zurychu, Bazylei i Schaffhausen. W kantonie Schaffhausen, udało jej się pokonać socjaldemokratów i prawie wszystkie partie, aby osiągnąć 26% udziału w wyborach (1928). W Bazylei, KPS uzyskała w 1929 roku, 19,7% udziału wyborców i 25 miejsc w radzie. Partia miała trzy gazety codzienne (całkowity nakład 14.000 egzemplarzy w roku 1922, 1936 ok. 10000).
Wewnątrz partii dochodziło do tarć między stalinowcami i trockistami, co doprowadziło do utraty wielu członków. W 1928, KPS postawił na agresywny kurs przeciwko socjaldemokracji, którą oskarżali o faszyzm. Radykalizacja partii doprowadziła do zastąpienie istniejącego kierownictwa partii pod przywództwem Franz Welti w 1929. W 1930 doszło do rozłamu, powstała wówczas "Komunistyczna Partia Szwajcarii-Opozycja", która w 1935 dołączyła do Socjaldemokratycznej Partii Szwajcarii. 
Od dojścia do władzy Adolfa Hitlera w Niemczech, w 1933, podjęto próby nawiązania sojuszu między socjaldemokratami a komunistami. Wraz z przejściem do popularnej taktyki Frontu Ludowego w 1935 roku odnotowano niewielki wzrost liczby członków i uznanie opinii publicznej. Na szczeblu krajowym, KPS w wyborach powszechnych z 1939 roku zdobył 2,6 procent poparcia i cztery mandaty w Radzie Narodowej. Po wybuchu II wojny światowej partia wspierała politykę zagraniczną Związku Radzieckiego, do 1941 uznawała wojnę za imperialistyczną. W 1940 zakazana na szczeblu krajowym jako organizacja wywrotowa. Po fiasku rozmów w sprawie połączenia z SP w 1944, dawni działacze KPS powołali nową formację pod nazwą Szwajcarska Partia Pracy.
W Genewie, partia komunistyczna została zdelegalizowana w 1937. Lider tamtejszych socjaldemokratów, Léon Nicole (późniejszy prezydent Szwajcarskiej Partii Pracy) przyjął członków KPS w szeregi swojej partii.
Poparcie partii w wyborach na szczeblu krajowym (w kolejności rok wyborów, liczba mandatów i liczba procent uzyskanych w wyborach):
- 1922/2/1,8%
- 1925/3/2,0%
- 1928/2/1,8%
- 1931/2/1,5%
- 1935/2/1,4%
- 1939/4/2,6%